# Inversió econòmica
La inversió econòmica o millor l'investiment econòmic té diversos significats relacionats entre ells en el camp empresarial, financer i econòmic, també relacionat amb l'estalvi o l'ajornament del consum. Conceptualment la inversió es diferencia tant del consum com de l'estalvi: pel que fa a aquest últim, perquè és una despesa, un desembors, i no una reserva o quantitat de diners retinguda; pel que fa al consum, perquè no es dirigeix a béns que produïxen utilitat o satisfacció directa, sinó a béns que es destinen a produir altres béns. En la pràctica, no obstant això, tals distincions solen desdibuixar-se: hi ha béns que poden ser alhora de consum i d'inversió, segons els fins alternatius als quals es destini. L'estalvi, per altra banda, generalment es col·loca a interès, amb l'objecte de reservar-lo per a posteriors eventualitats, una de les quals pot ser la inversió. Més concretament en el món empresarial, suposa aplicar recursos financers per a l'adquisició, renovació o millora d'elements de l'immobilitzat amb l'objectiu de millorar la capacitat productiva de l'empresa. Per a un particular, o per a una institució financera, el mot inversió és generalment pres en el sentit de la col·locació dels estalvis a mitjà o llarg termini, o per la compra d'actius financers, com per exemple títols borsaris. El Dollar cost averaging és un exemple d'estratègia d'inversió econòmica.